# Umowa przekazania nieruchomości
Umowa przekazania nieruchomości – umowa, w której właściciel nieruchomości zobowiązuje się do nieodpłatnego przeniesienia własności nieruchomości na gminę albo na Skarb Państwa. Uregulowana jest w tytule XXXIII1 księgi trzeciej Kodeksu cywilnego, dodanym 11 października 2008 r. przez ustawę z dnia 23 lipca 2008 r. o zmianie ustawy – Kodeks cywilny oraz ustawy – Prawo o notariacie (Dz.U. z 2008 r. nr 163, poz. 1012).

## Geneza regulacji umowy
Zmianę przepisów o nabyciu własności nieruchomości od właściciela przez podmiot publiczny wymusił wyrok Trybunału Konstytucyjnego. Wyrokiem tym art. 179 KC uznano za niezgodny z art. 2 i 165 Konstytucji RP. Trybunał Konstytucyjny uznał, że przepis ten narusza:
- konstytucyjną zasadę samodzielności jednostek samorządu terytorialnego,
- jedną z podstawowych zasad prawa cywilnego, jaką jest zasada równorzędności podmiotów stosunków cywilnoprawnych,
- zasadę swobody woli, stwarzając możliwość przeniesienia własności nieruchomości w drodze jednostronnej czynności prawnej, skutecznej nie tylko bez konieczności złożenia przez gminę oświadczenia woli (o przyjęciu nieruchomości), ale nawet w razie jej wyraźnego sprzeciwu[2].

Przepis art. 179 KC narzucał gminom jako właścicielowi „niechcianych nieruchomości” obowiązek ich utrzymania oraz ponoszenia z tego tytułu dodatkowych kosztów, co dla gmin było dużym obciążeniem, a przy tym niemożliwym do przewidzenia.

## Opis umowy
Stronami umowy są:
- właściciel nieruchomości (przekazujący nieruchomość)
- gmina albo Skarb Państwa.

Przedmiot umowy stanowi nieruchomość. Treść umowy obejmuje:
- zobowiązanie się przekazującego nieruchomość do przeniesienia jej własności na rzecz gminy albo Skarbu Państwa;
- istotną cechą treści umowy przekazania nieruchomości jest jej nieodpłatność, rozumiana jako brak ekwiwalentu ekonomicznego.

Zawarcie umowy następuje w formie aktu notarialnego (pod rygorem nieważności).
Zgodnie z art. 9021 § 2 KC właściciel nieruchomości kieruje zaproszenie do gminy miejsca położenia całej nieruchomości albo części w celu zawarcia umowy przekazania nieruchomości. Jeśli gmina nie skorzysta w terminie trzech miesięcy od dnia złożenia przez właściciela nieruchomości zaproszenia do zawarcia tej umowy, to dopiero wtedy Skarb Państwa może zawrzeć taką umowę.
Przepis art. 9022 KC stanowi o wyłączeniu odpowiedzialności właściciela przekazywanej nieruchomość za jej wady. Natomiast właściciel nieruchomość będzie ponosił odpowiedzialność za wady przekazanej nieruchomości tylko wtedy, gdy strony umowy postanowią inaczej.